# Milka

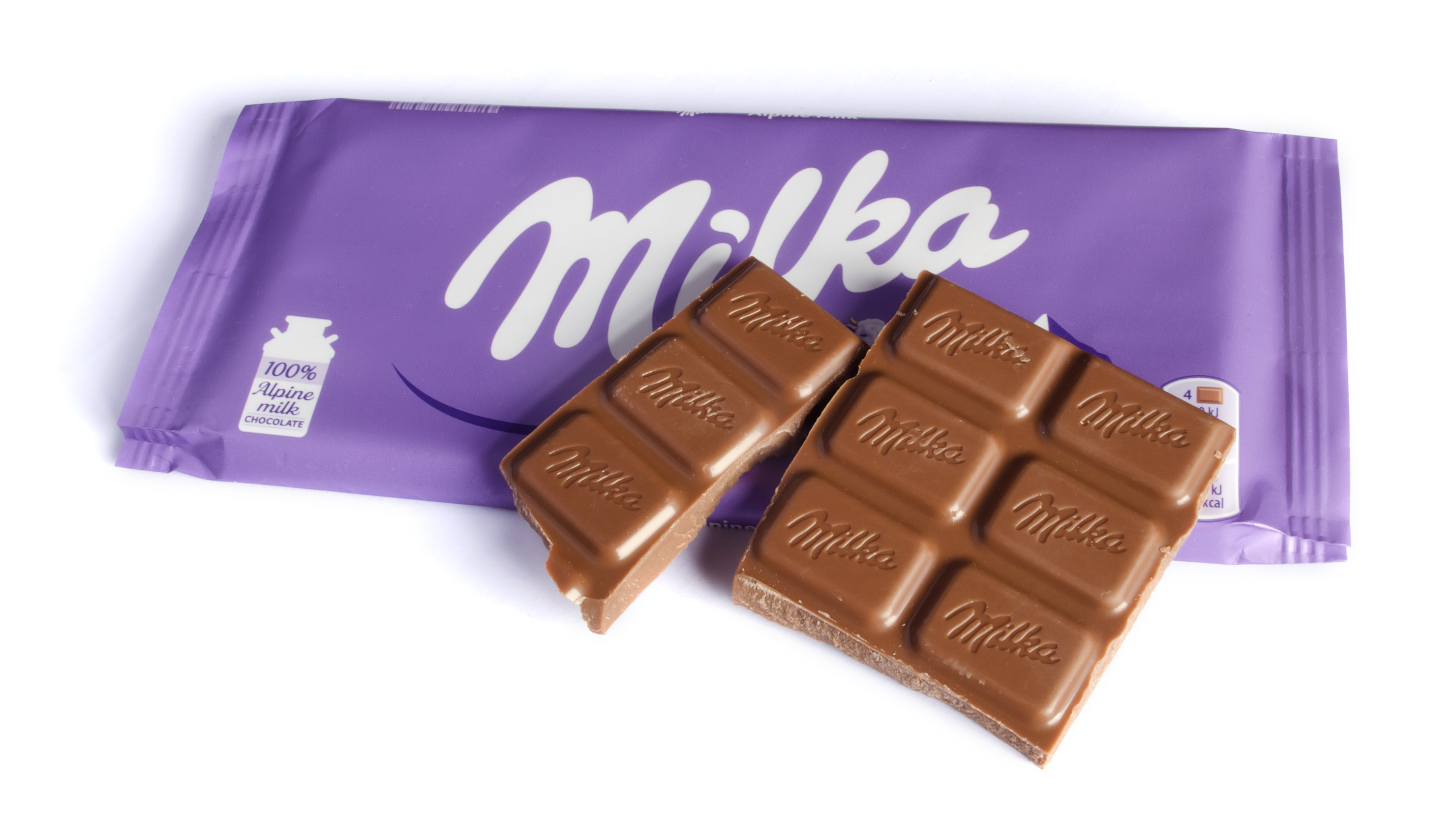
Milka alpenmelkchocolade

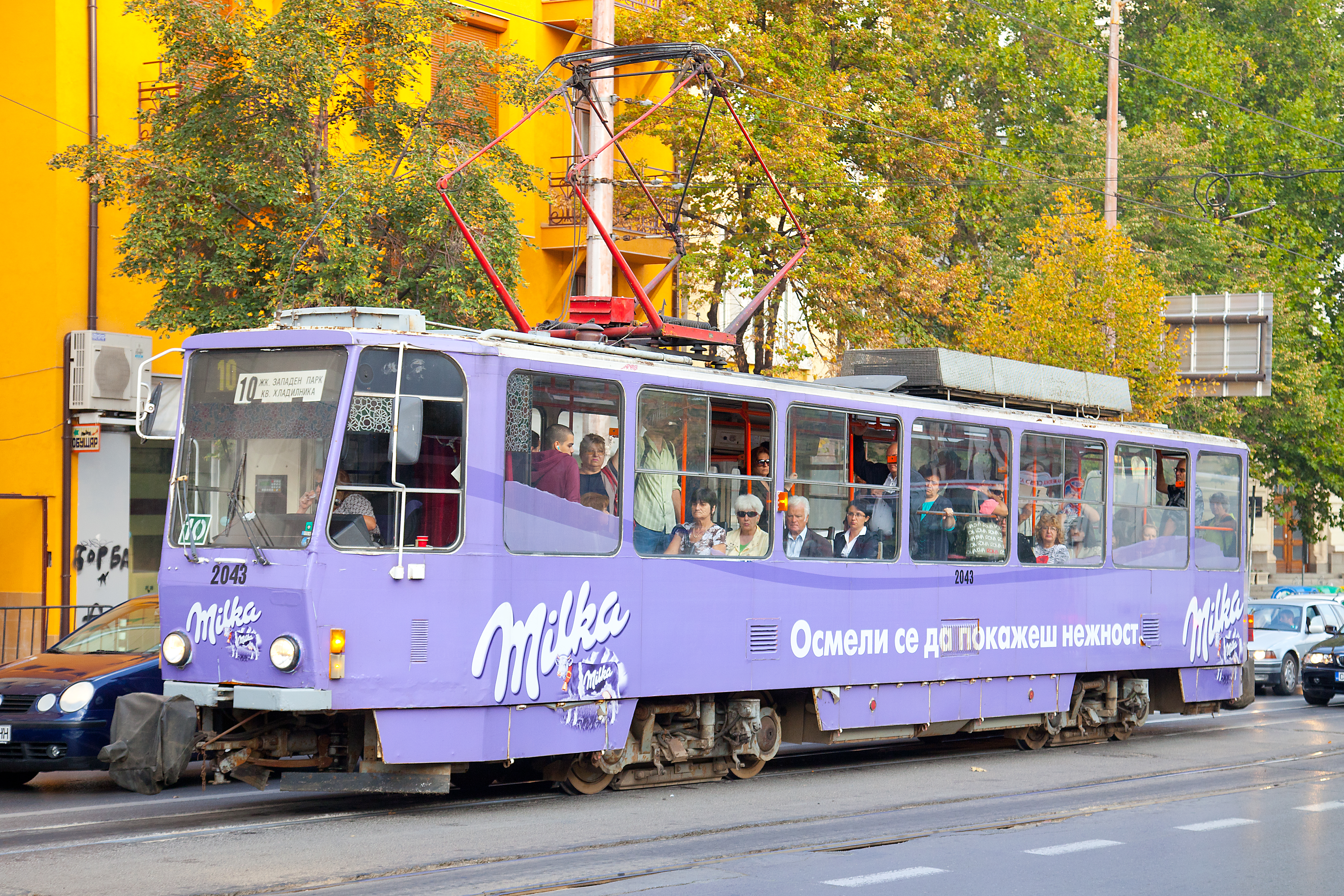
Milkareclame op een tram in Sofia

Milka is een chocolademerk van het bedrijf Mondelēz International. In 1901 bracht de chocolatier Philippe Suchard in Neuchâtel (Zwitserland) de eerste melkchocolade op de markt onder deze naam.
Het merk Milka heeft een zeer bekend symbool: de "Milka-koe". Opmerkelijk aan deze koe is de lila kleur en de Alpenkoeienbel rond haar nek. De naam "Milka" is een combinatie van de woorden Milch en Kakao (de Duitse woorden voor melk en cacao, de belangrijkste ingrediënten van melkchocolade).
De op een na bekendste mascotte van "Milka" was Peter Steiner, beter bekend als de "It's cool man"
Milka-chocolade wordt vandaag de dag geproduceerd op locaties zoals Lörrach, Bludenz, Straatsburg, Bratislava en Jankowice (Poznań). In Herentals worden Leo, de met chocolade omhulde wafels, gemaakt.

## Trivia
- De bedenker van de koe was de Zwitserse graficus Herbert Leupin, die de koe in 1952 voor het eerst aan het merk verbond; pas later zou de koe de kleur lila overnemen van het merk zelf.[1]